# Frédéric Gorny
Vous pouvez aider à l'améliorer ou bien discuter des problèmes sur sa page de discussion.
- Il ne cite pas suffisamment ses sources. Vous pouvez indiquer les passages à sourcer avec {{référence nécessaire}} ou {{Référence souhaitée}}, et inclure les références utiles en les liant aux notes de bas de page. (Marqué depuis avril 2024)
- Certaines informations devraient être mieux reliées aux sources mentionnées dans la bibliographie ou les liens externes. Améliorez sa vérifiabilité en les associant par des références. (Marqué depuis avril 2024)

- Archive Wikiwix
- Bing
- Cairn
- DuckDuckGo
- E. Universalis
- Gallica
- Google
- G. Books
- G. News
- G. Scholar
- Persée
- Qwant
- (zh) Baidu
- (ru) Yandex
- (wd) trouver des œuvres sur Wikidata

Pour les articles homonymes, voir Górny.
Frédéric Gorny, né le 6 septembre 1973 à Asnières-sur-Seine (Hauts-de-Seine), est un acteur français.

## Biographie
En 1990, Frédéric Gorny débute au théâtre dans le répertoire classique, avec La Vieille Dame en 1990, Vieilles canailles, Et si Dieu existait, La Culotte de Jean Anouilh, L’Initiation et Le Journal d’Anne Franck.
En 1994, il est étudiant en géographie à l'université Toulouse II-Le Mirail à Toulouse ; il est repéré à une audition en réponse à une petite annonce dans La Dépêche du Midi. Il obtient ainsi son premier rôle dans une adaptation télévisée, Le Chêne et le Roseau d’André Téchiné.
André Téchiné lui confie ensuite le rôle d'un jeune pied-noir lors de la guerre d'Algérie dans Les Roseaux sauvages, ce qui lui vaut une nomination aux Césars en 1995.
En 1997, il obtient le prix Raimu du meilleur jeune comédien pour son rôle dans Pondichéry, dernier comptoir des Indes. Il apparaît également dans les films de Ducastel et Martineau.
Il participe régulièrement à de nombreux courts-métrages.
Il est surtout connu pour son rôle important dans la série télévisée Avocats et Associés (1998-2010) où il incarne Laurent Zelder, fils héritier du cabinet d'avocats, qui se révèle être gay.
En 2013, il est le président du jury écrans juniors au festival de Cannes.

## Filmographie

### Cinéma
- 1993 : Les Roseaux sauvages d’André Téchiné
- 1995 : Tykho Moon d’Enki Bilal
- 1996 : Pondichéry, dernier comptoir des Indes de Bernard Favre
- 1997 : Jeunesse de Noël Alpi
- 1997 : Jeanne et le Garçon formidable d’Olivier Ducastel et Jacques Martineau
- 1998 : Sentimental Education de Christian Leigh
- 2002 : Ma vraie vie à Rouen d’Olivier Ducastel et Jacques Martineau
- 2003 : Poids léger de Jean-Pierre Améris
- 2003 : Le Cou de la girafe de Safy Nebbou
- 2005 : Behind (court-métrage) de Gregory Monro
- 2007 : L'Albatros de Daniel Le Bras
- 2012 : Louise Wimmer de Cyril Mennegun
- 2012 : 10 jours en or de Nicolas Brossette
- 2012 : Le Prolongement de moi de Steve Catieau
- 2016 : Rocambolesque de Loïc Nicoloff
- 2021 : Si on chantait de Fabrice Maruca

### Télévision
- 1993 : Le Chêne et le Roseau d’André Téchiné (version télévisée pour Arte des Roseaux sauvages : Henri Mariani
- 1996 : Madame Dubois, Hôtel Bellevue, téléfilm réalisé par Jean-Pierre Améris : Hugo
- 1997 : Bébé volé ou Le jugement de Salomon, téléfilm réalisé par Florence Strauss : Nico
- 1997 : Noël en Quercy, téléfilm réalisé par Raymond Pinoteau : Antoine Lacassagne
- 1998 : Le Comte de Monte-Cristo , mini-série de Josée Dayan : Château Renaud
- 1998 - 2008 : Avocats et Associés
- 1999 : Le Boîteux, épisode Baby Blues, réalisé par Paule Zajderman : Patrick Piancet
- 1999 : Le Portrait, téléfilm réalisé par Pierre Lary : Martin
- 1999 : Premier de cordée, mini série en 2×90 minutes réalisée par Édouard Niermans et Pierre-Antoine Hiroz : Zian
- 2000 : Un flic nommé Lecoeur, épisode Céline, réalisé par Jean-Yves Pitoun
- 2002 : Louis la Brocante, épisode Louis et le secret de l'Abbé Cyprien, réalisé par Michel Favart : Jacques
- 2003 : Un été de canicule, mini série en 4×90 minutes réalisée par Sébastien Grall pour France 2 : Raphaël
- 2006 : Sartre, l'âge des passions, mini série en 2×90 minutes réalisée par Claude Goretta : Frédéric
- 2007 : Guerre et Paix, mini série en 4×90 minutes réalisée par Robert Dornhelm : Ramballe, aide de camp de Napoléon
- 2009 : Claire Brunetti : Mez
- 2010 : La Maison des Rocheville : Antonio
- 2011 : Dame de pique : Francis
- 2012 : Le Sang de la vigne, épisode Mission à Pessac : Denis Laville
- 2013 : Section de recherches, épisode Noces de sang : Sam Castelli
- 2013 : Camping Paradis : Patrick Buron
- 2013 : Chérif : Pierre Clément, avocat et compagnon puis époux de Deborah Atlan
- 2019 : D'un monde à l'autre (téléfilm) de Didier Bivel
- 2019 : Joyeuse retraite : Guichetier de l’aéroport

## Théâtre
- 2019 : Kean d'Alexandre Dumas, mise en scène Alain Sachs,  théâtre de l'Atelier